# Number, Please?

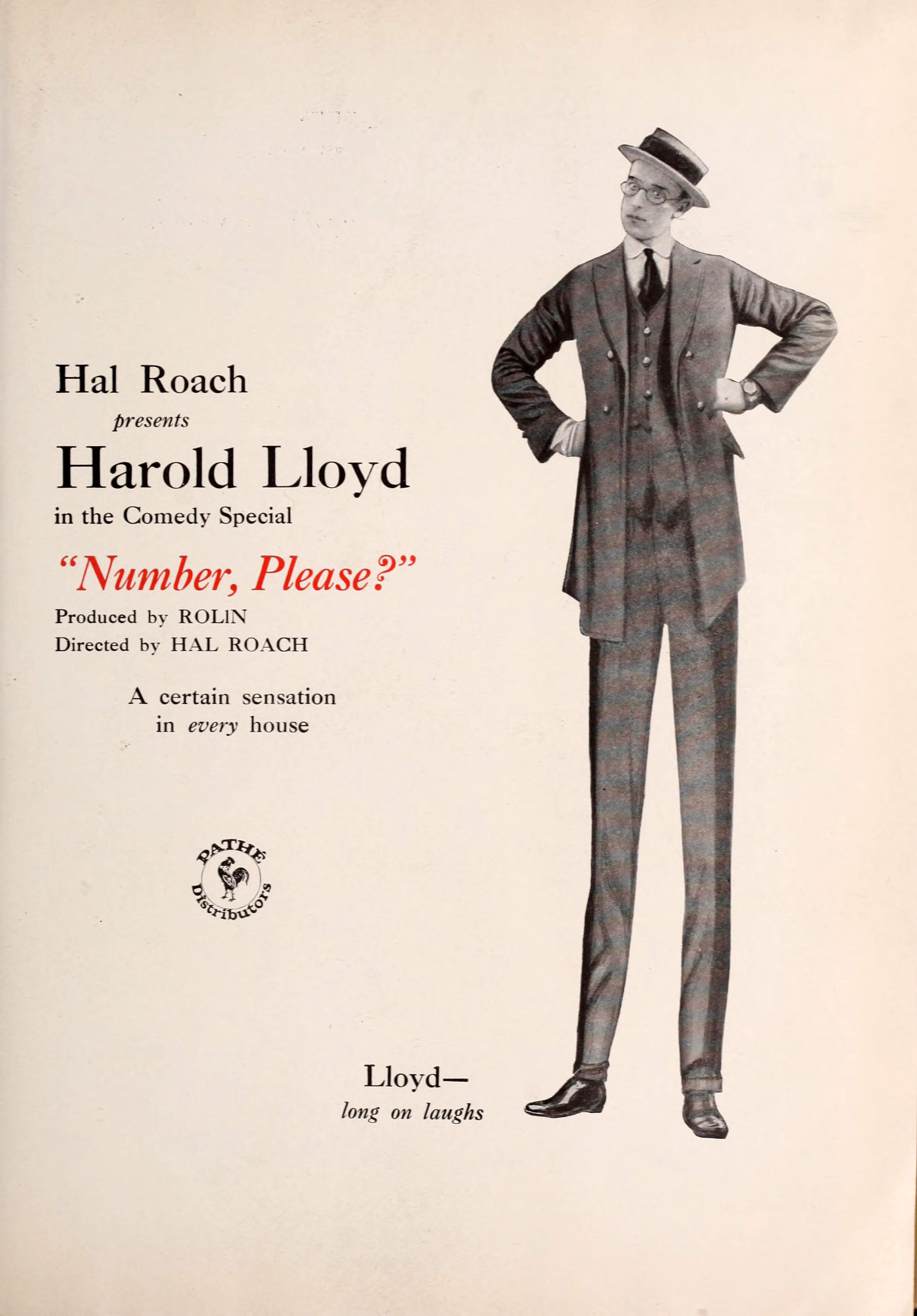
Pubblicità, 1921

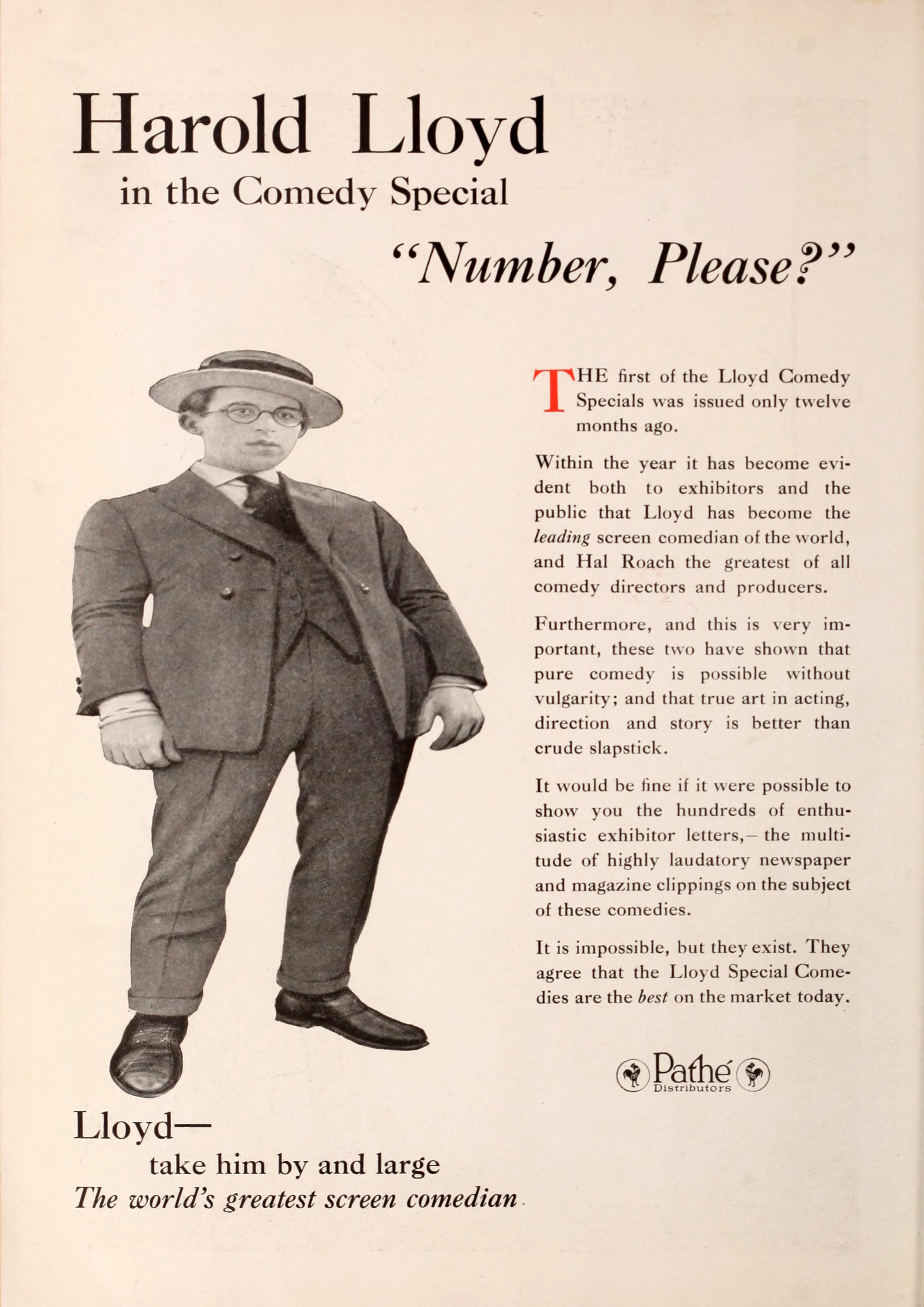
Pubblicità, 1921

Number, please? è una comica muta del 1920 con Harold Lloyd.

## Trama
Mentre si trova in un parco divertimenti, cercando invano di dimenticare, sull'ottovolante, la ragazza che lo ha lasciato, un giovane (Harold Lloyd) vede una graziosa signorina (Mildred Davis) con il suo fidanzato (Roy Brooks). Per il giovane è amore a prima vista, così quando il cane della ragazza scappa, anche il giovane si mette ad inseguire il cagnolino insieme al fidanzato dell'incantevole fanciulla. Il giovane invaghito fa di tutto per acchiappare il cane e vi riesce pure ma prima di consegnarlo alla proprietaria lo lega ad una giostra che iniziando a girare trascina via General Pershing (questo il nome del cagnolino). Alla fine, approfittando del trambusto, è il fidanzato a rimetterlo nelle braccia della padrona. Subito dopo, la ragazza vede una mongolfiera gestita da suo zio Dudley ed è presa dal desiderio di fare un'ascensione su di essa. Lo zio le regala due biglietti ma, per farla salire sulla mongolfiera, pretende che la madre della ragazza le dia il permesso. La giovinetta, allora, dice ai suoi due spasimanti che chi riuscirà ad ottenere per primo il consenso materno potrà accompagnarla sul pallone. Il fidanzato parte subito in auto per recarsi dalla madre della fanciulla mentre il giovanotto ha la brillante idea di usare il telefono. Telefonare si rivela, però, per il giovane, complicatissimo, non solo perché le cabine telefoniche sono prese d'assalto da numerose persone ma anche perché, poi, la telefonista sbaglia diverse volte il numero telefonico, passandogli gli utenti più disparati. A complicare le cose ci si mette anche un bebè affidatogli momentaneamente dalla mamma. Nel frattempo, il fidanzato della ragazza ha raggiunto la madre di questa, ne ha ottenuto il consenso ed è ritornato al luna park. Qui la sua fidanzata è rimasta vittima di un borseggiatore che è scappato con la sua borsetta. Fermato da un poliziotto, il ladro, prima di essere perquisito, riesce a mettere la refurtiva nella tasca del giovanotto che non sa che la borsa appartiene proprio alla ragazza che gli ha fatto perdere la testa. Accortosi di avere l'oggetto in tasca prova a rifilarlo al fidanzato della giovane, dato che entrambi stanno per essere perquisiti, a loro volta, dall'agente. L'altro giovanotto, però, restituisce la borsetta al rivale e questi gliela rifila di nuovo e di nuovo gli viene ritornata e così via. I due, dopo tutto, superano la perquisizione, proprio grazie ai ripetuti scambi della borsetta ma, alla fine, è il giovane a ritroversela sotto il cappello. Consapevole che si tratta di roba rubata, il giovane cerca in tutti i modi di disfarsene ma, per una serie di strane e fortuite circostanze, la borsetta ritorna sempre in possesso del giovane i cui svariati tentativi di liberarsene, però, attirano l'attenzione di due agenti in borghese che iniziano a seguirlo e poi ad inseguirlo insieme ad un altro poliziotto. Alla fine il giovane riesce a seminare gli agenti ed a ritrovare la ragazza che lo informa del furto della borsetta ma questa, tenuta in mano dal giovane fino a quel momento, viene divorata da una capretta. Allo sfortunato innamorato non rimane che consegnare solo una catenina della borsetta alla fanciulla la quale, stizzita, si allontana sottobraccio al fidanzato, contentissimo di come la faccenda si sia conclusa. Al giovane, rattristato, non resta che partire... sul trenino del luna park.